# Terror Branco (Rússia)

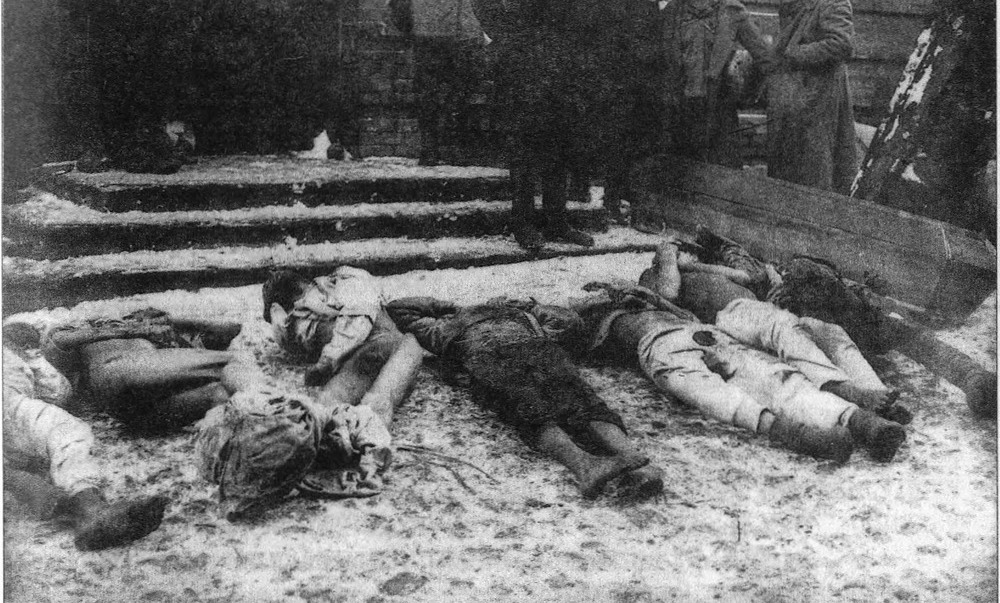
Corpos de prisioneiros envenenados pelas tropas de Denikin antes de se retirarem de Bakhmut. Corpos mutilados e nus.

O Terror Branco na Rússia refere-se à violência organizada e aos assassinatos em massa realizados pelo Exército Branco durante a Guerra Civil Russa (1917–23). Começou depois que os bolcheviques tomaram o poder em novembro de 1917 e continuaram até a derrota do Exército Branco nas mãos do Exército Vermelho. O Exército Branco teve o apoio da Tríplice Entente e lutou contra as forças bolcheviques pelo poder, que se dedicou ao seu próprio Terror Vermelho. De acordo com alguns historiadores russos, o Terror Branco foi uma série de ações premeditadas dirigidas por seus líderes, embora essa visão seja contestada por outros. Estima-se que essa série de violência organizada tenha matado cerca de 300 mil pessoas no total.

## Terror Branco no sul e oeste da Rússia
Um membro importante do Terror Branco foi Lavr Kornilov. Ele prometeu: "Quanto maior o terror, maiores são as nossas vitórias". Prometeu que os objetivos de suas forças devem ser cumpridos, mesmo que fosse necessário "atear fogo à metade do país e derramar o sangue de três quartos de todos os russos". Em outra ocasião, no entanto, Kornilov disse que os prisioneiros devem ser atendidos, dizendo: "Não fazemos guerra contra os feridos."
De acordo com N. Bogdanov, participante da marcha de gelo,
Depois de receber informações sobre os bolcheviques, o comandante do destacamento capturado foi baleado. Sob o Coronel Corwin Krukovsky, houve uma crueldade especialmente dolorosa. Eu sei de muitos casos quando sob a influência do ódio aos bolcheviques, os oficiais assumiram o dever de disparar nos voluntários capturados. As execuções eram necessárias porque, nas condições em que o Exército de Voluntários tinha que se mover, os prisioneiros não podiam ser levados.
Bogdanov citou outra ocasião, no entanto, onde os Oficiais Vermelhos foram julgados e apurados como tendo agido sob coação.
Depois que Kornilov foi morto em abril de 1918, a liderança do Exército Voluntário passou para Anton Denikin. Durante o regime de Denikin, a imprensa regularmente exortou a violência contra os judeus. Por exemplo, uma proclamação de um dos generais de Duncan convidava as pessoas a "se armarem" para extirpar "a força do mal que vive nos corações dos judeus comunistas". Na pequena cidade de Fastov sozinho, o Exército Voluntário de Denikin assassinou mais de 1500 judeus, principalmente idosos, mulheres e crianças. Estima-se que 100 a 150 mil judeus na Ucrânia e no sul da Rússia foram mortos em pogroms perpetrados pelas forças de Denikin, bem como por partidistas nacionalistas de Petlyura. Centenas de milhares de judeus ficaram desabrigados e dezenas de milhares se tornaram vítimas de doenças graves.
Na Província de Don, o governo soviético foi deslocado por um regime liderado por Pyotr Krasnov, formado em abril de 1918. De acordo com Walter Laqueur, mais de 45 mil pessoas foram baleadas ou enforcadas pelo regime cossaco Branco de Krasnov, que durou até que o Exército Vermelho conquistou a região após sua vitória em Tsarítsin.
Em 1918, quando os Brancos controlavam o Território do Norte com uma população de cerca de 400 mil pessoas, mais de 38 mil foram enviadas para prisões. Destes, cerca de 8000 foram executados enquanto milhares mais morreram de tortura e doença.

## No leste da Rússia

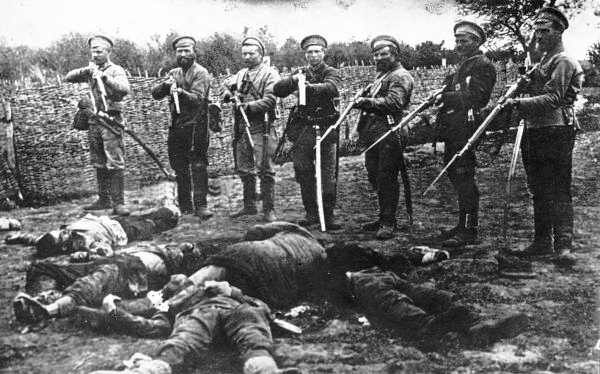
Execução dos membros do Soviete regional do distrito de Alexandrovo-Gaysky pelos cossacos sob o comando do Ataman Alexander Dutov, em 1918.

Em novembro de 1918, depois de assumir o poder na Sibéria, o almirante Kolchak seguiu uma política de perseguição de revolucionários e socialistas de várias facções. Seu governo emitiu um decreto amplamente redigido em 3 de dezembro de 1918, revisando artigos do código criminal da Rússia imperial "para preservar o sistema e o governo do Supremo Governante". Os artigos 99 e 100 estabeleceram pena capital para tentativas de assassinato no Supremo Governante e para tentativas de derrubar as autoridades. Nos termos do artigo 103, "Insultos escritos, impressos e orais, são punidos com pena de prisão". A sabotagem burocrática nos termos do artigo 329 era punível com trabalho forçado de 15 a 20 anos. Decisões adicionais seguintes investiram mais poder. Em 11 de abril de 1919, o governo Kolchak adotou o Regulamento 428, "Sobre os perigos da ordem pública devido a laços com a revolta bolchevique", que foi publicado no jornal de Omsk, Omsk Gazette (n.° 188 de 19 de julho de 1919). Forneceu um termo de 5 anos de prisão para "indivíduos considerados uma ameaça para a ordem pública por causa de seus laços de qualquer tipo com a revolta bolchevique". No caso de retorno não autorizado do exílio, poderia haver trabalho forçado de 4 a 8 anos. Os artigos 99-101 permitiram a pena de morte, trabalho forçado e prisão, e repressão por tribunais militares, e também não impôs comissões de investigação.
Um trecho da ordem do governador do condado de Ienissei, na província de Irkutsk, general. S. Rozanov disse:
Essas aldeias cuja população possui tropas com armas, queimem essas aldeias e atirem nos adultos do sexo masculino, sem exceção.
Se forem pegos reféns em casos de resistência às tropas governamentais, atirem neles sem piedade.
Um membro do Comitê Central dos Socialistas Revolucionários de Direita, D. Rakov escreveu sobre o terror das forças de Kolchak:

Omsk congelou com o horror. Numa medida em que as esposas dos camaradas mortos, dia e noite, olhavam na neve para os corpos, eu não sabia do horror atrás das paredes da casa de guarda. Pelo menos 2500 pessoas foram mortas. Corpos inteiros em carrinhos foram transportados para uma cidade, como cordeiro de inverno e carcaças de porco.
Em março de 1919, o próprio almirante Kolchak exigiu que um de seus generais "seguisse o exemplo dos japoneses que, na região de Amur, exterminavam a população local". O regime de Kolchak também usou flagelação em massa, especialmente com varas. Ele emitiu ordens para derrubar aldeias inteiras. Em algumas províncias da Sibéria, 20 mil fazendas foram destruídas e mais de 10 mil casas camponesas foram queimadas. Seu governo destruiu pontes e explodiu estações de água.
Nos Urais, na Sibéria e no Extremo Oriente, houve violência praticada por vários guerreiros cossacos: B. Annenkov, A. Dutov, G. Semyonov e J. Kalmykov. Durante o julgamento contra Annenkov, houve testemunho sobre o roubo de camponeses e atrocidades sob o slogan: "Não temos restrições! Deus está conosco e Ataman Annenkov: talhar a direita e esquerda!". Em setembro de 1918, durante a supressão das revoltas camponesas no município de Slavgorod, Annenkov torturou e matou até 500 pessoas. Uma aldeia foi queimada, após a qual camponeses foram baleados, torturados e enforcados em colunas, incluindo as esposas e filhos de camponeses. Meninas de Slavgorod e as áreas circundantes foram trazidas para o trem de Annenkov, estupradas e, em seguida, baleadas. De acordo com uma testemunha ocular, Annenkov se comportou com tortura brutal: as vítimas tinham os olhos arrancados e línguas e tiras de suas costas foram cortadas, foram enterrados vivos ou amarrados a cavalos. Em Semipalatinsk, Annenkov ameaçou atirar nos residentes se a cidade se recusasse a pagar indenizações.
Em 9 de maio de 1918, depois que Ataman Dutov capturou a aldeia de Alekasandrov Gai, cerca de 2000 homens do Exército Vermelho foram enterrados vivos. Mais de 700 pessoas da aldeia foram executadas. Depois de capturar Troitsk, Oremburgo e outras cidades, um regime de terror foi instalado. Uma prisão em Oremburgo continha mais de 6000 pessoas, das quais 500 foram mortas apenas durante os interrogatórios. Em Cheliabinsk, os homens de Dutov executaram ou deportaram para prisões siberianas mais de 9 mil pessoas. Em Troitsk, nas primeiras semanas após a captura da cidade os homens de Dutov dispararam contra cerca de 700 pessoas. Em Ileka mataram mais de 400. Essas execuções em massa eram típicas das tropas cossacas de Dutov. A ordem executiva de Dutov de 4 de agosto impôs a pena de morte pela evasão do serviço militar e pela resistência até mesmo passiva às autoridades em seu território. Em um distrito da região dos Urais em janeiro de 1918, os homens de Dutov mataram mais de 1000 pessoas. Em 3 de abril de 1919, o chefe de guerra cossaco ordenou que suas tropas atirassem e tomassem reféns para a menor exibição de oposição. Na aldeia de Sugar, os homens de Dutov incendiaram um hospital com centenas de pacientes do Exército Vermelho.
O regime de Semenov na Transbaikalia foi caracterizado por terror de massas e execuções. Na estação de Adrianovki no verão de 1919, mais de 1600 pessoas foram baleadas. O próprio Semenov admitiu no tribunal que suas tropas queimavam aldeias. Foram estabelecidas onze casas de morte permanentes, onde formas refinadas de tortura foram praticadas. Semyonov supervisionou pessoalmente as câmaras de tortura nas quais cerca de 6500 pessoas foram assassinadas.
O general de comando William S. Graves, que comandou as forças de ocupação americanas na Sibéria, testemunhou que:

Os soldados de Semeonoff e Kalmikoff, sob a proteção das tropas japonesas, vagavam pelo país como animais selvagens, matando e roubando pessoas, e esses assassinatos poderiam ser interrompidos o dia em que o Japão quisesse. Se perguntas fossem feitas sobre esses assassinatos brutais, a resposta seria que as pessoas assassinadas eram bolcheviques e essa explicação, aparentemente, satisfaria o mundo. As condições foram representadas como horríveis na Sibéria Oriental, e essa vida era a coisa mais barata lá. Houve horríveis assassinatos cometidos, mas não foram cometidos pelos bolcheviques como o mundo acredita. Estou seguro quando digo que os anti-bolcheviques mataram uma centena de pessoas na Sibéria Oriental, para todo mundo mortos pelos bolcheviques.

## Na literatura
Muitos autores russos escreveram sobre o heroísmo do povo russo na luta contra o Terror Branco. Romances incluem Chapaev de Furmanov, A Inundação de Ferro de Serafimovich e A Derrota de Fadeyev. Muitos dos primeiros contos e romances de Mikhail Sholokhov, Leonid Leonov e Konstantin Fedin foram dedicados a este tema.
O romance autobiográfico de Nikolai Ostrovsky, Como o Aço foi Temperado, documenta episódios do Terror Branco no oeste da Ucrânia por unidades anti-soviéticas.

## Monumentos às vítimas do Terror Branco

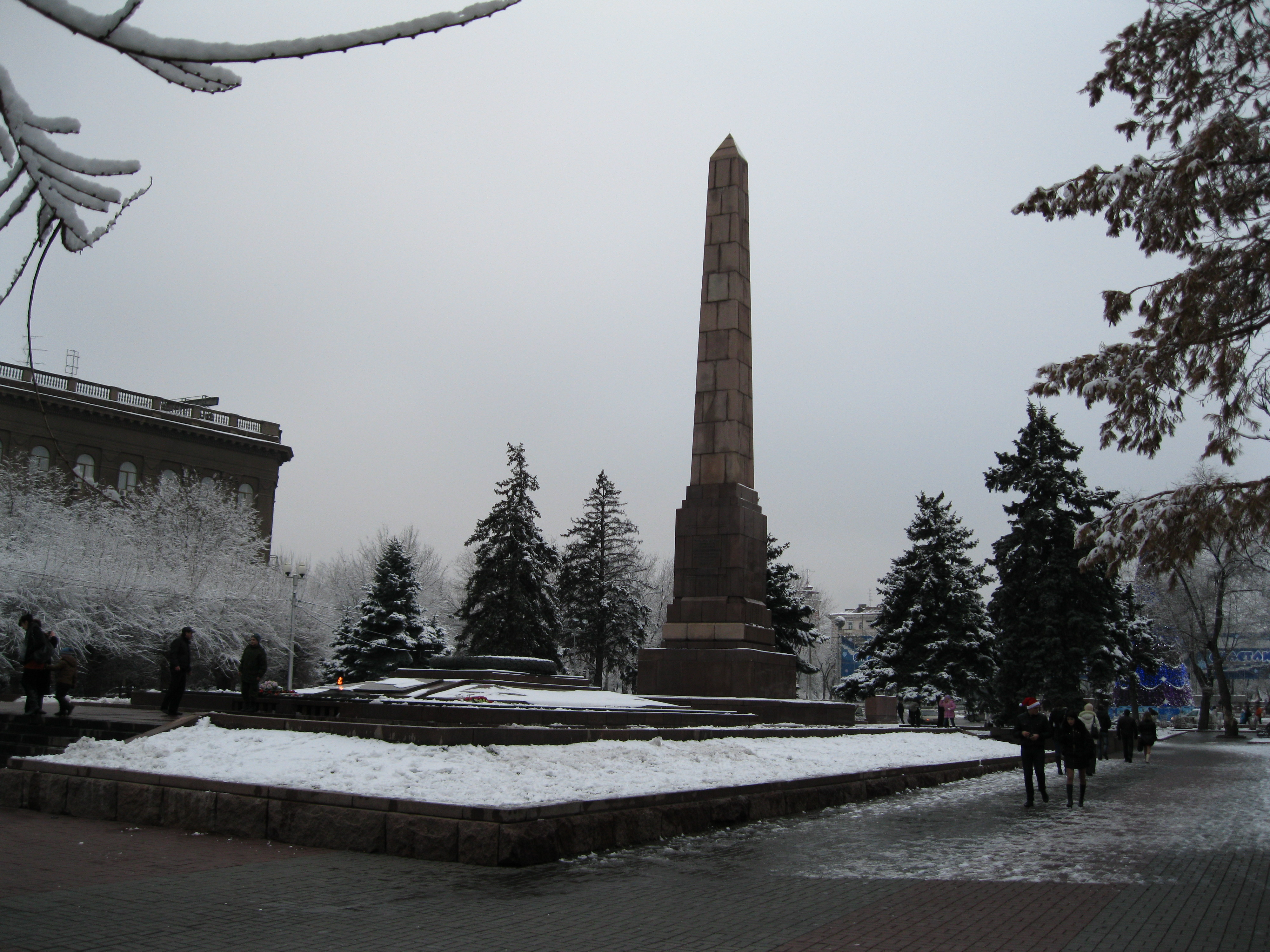
Praça dos Combatentes Caídos, Volgogrado

Na Rússia, na Ucrânia, na Bielorrússia e em outros lugares, um número significativo de monumentos são dedicados às vítimas do Terror Branco. A maioria dos monumentos foram colocados nas fossas comuns criadas pela violência.
Desde 1920, a praça central em Volgogrado foi chamada de "Praça dos Combatentes Caídos", onde os restos de 55 vítimas do terror branco estão enterrados. Um monumento estabelecido em 1957 em granito preto e vermelho tem uma inscrição: "Para os lutadores da liberdade da Tsarítsin Vermelha. Enterrados aqui estão os defensores heroicos da Tsarítsin Vermelha brutalmente torturados pelos açougueiros da Guarda Branca em 1919."
Um monumento às vítimas do Terror Branco fica em Vyborg. Foi erguido em 1961 perto da estrada de Leningrado para lembrar 600 pessoas baleadas por metralhadora.
O monumento "Em Memória das Vítimas do Terror Branco" em Voronej está localizado num parque perto das bibliotecas regionais de Nikitinskaia. O monumento foi revelado em 1920 no local de execuções públicas em 1919 pelas tropas de Mamantov.
Na Rua do 15º Bastião em Sebastopol, há um "Cemitério da Comunhão e vítimas do Terror Branco". O cemitério é nomeado em homenagem aos membros do subsídio comunista assassinados pelos Brancos em 1919-20.
Na cidade de Slavgorod, no Krai de Altai, há um monumento para participantes da revolta de Chernodolsky e suas famílias que foram vítimas da violência organizada de Ataman Annekov.